# San Francisco Rancho Viejo
San Francisco Rancho Viejo är en ort i Mexiko.   Den ligger i kommunen Acámbaro och delstaten Guanajuato, i den södra delen av landet, 190 km väster om huvudstaden Mexico City. San Francisco Rancho Viejo ligger 1 885 meter över havet och antalet invånare är 490.
Terrängen runt San Francisco Rancho Viejo är kuperad åt sydväst, men åt nordost är den platt. Runt San Francisco Rancho Viejo är det ganska tätbefolkat, med 144 invånare per kvadratkilometer. Närmaste större samhälle är Acámbaro, 7,0 km öster om San Francisco Rancho Viejo. I omgivningarna runt San Francisco Rancho Viejo växer huvudsakligen savannskog.